# Amata bondo
Amata bondo là một loài bướm đêm thuộc phân họ Arctiinae, họ Erebidae.